# Museu Mauritianum
El Mauritianum és un museu d'història natural situat a la ciutat d'Altenburg (Turíngia).
Després de les reformes realitzades a la biblioteca l'any 1817 es va obrir un espai per a la investigació i exposició dels esdeveniments d'interès natural de la comarca d'Österland. L'edifici actual, segons plans del director d'arquitectura estatal Alfred Wanckel va ser inaugurat el 1908. El seu nom és un honar al príncep Maurici de Saxònia-Altenburg. Avui dia el museu té un fons de prop de 40.000 objectes classificats en diferents categories.

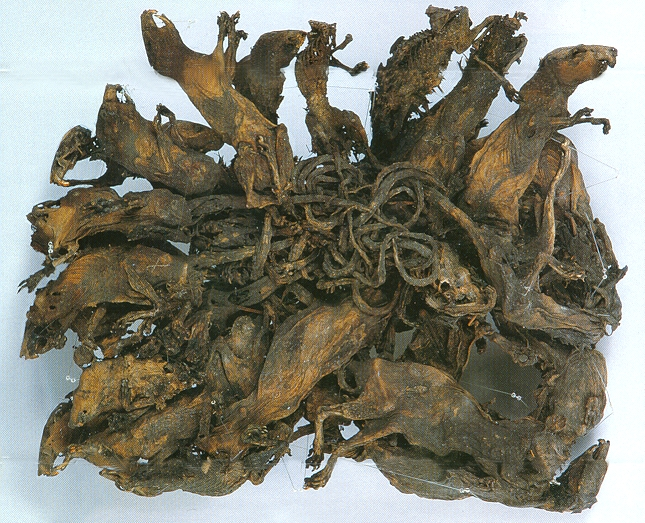
Rei de les Rates, pertanyent al museu

El museu conté una col·lecció important d'ocells de la fi del segle xix i de principis del segle xx, així com fòssils eixits de les mines de lignita dels afores de Leizpzig. El més famós objecte del museu és el més gran Rei de les rates Altenburger Rattenkönig. En col·laboració amb l'associació per la protecció de la natura NABU va iniciar un projecte per reintroduir un búfal asiàtic domèstic en via d'extinció.